# Oostervoortsche Diep
Het Oostervoortsche Diep (ook: -diepje) is een beek in de provincie Drenthe.
Het Oostervoortsche Diep, dat tussen Lieveren en Langelo uitmondt in het Lieversche Diep, wordt ook wel het Kleine Diep genoemd. De bovenloop van de beek heet de Broekenloop. Deze ligt tussen Zeijen en Peest. De naam is een afgeleid van de Oostervoort, de voorde ten noordoosten van Norg. Op deze plek ligt nu een brug, de Oostervoortsebrug. Op het hoger gelegen gebied tussen het Groote Diep en het Oostervoortsediep is vanaf de 12e eeuw het dorp Norg ontstaan.
Even ten zuiden van Lieveren vloeit het samen met het meer westelijk gelegen Groote Diep en wordt dan het Lieversche Diep genoemd dat verderop overgaat in het Peizerdiep.

In de jaren 60 is het diepje gekanaliseerd. In 2010 is een groot gedeelte hermeanderd.